# Nephthea aberrans
Nephthea aberrans is een zachte koraalsoort uit de familie Nephtheidae. De koraalsoort komt uit het geslacht Nephthea. Nephthea aberrans werd in 1968 voor het eerst wetenschappelijk beschreven door Verseveldt. 